# Philippe Guibourgé
Philippe Guibourgé est un styliste français né le 22 juillet 1931 à Fontainebleau et mort le 7 mars 1986 à Clichy. 
Connu pour avoir travaillé aux côtés de Jacques Fath puis Marc Bohan, il est avec Adeline André le créateur de la ligne de prêt-à-porter Miss Dior. 

## Biographie
Dès l'âge de quinze ans, il dessine des robes pour ses amies puis réalise ses premières créations. 
Après avoir montré un croquis à Jacques Fath, il débute chez le couturier vedette des années 1950 où il reste quatre ans, participant à la création de la ligne de prêt-à-porter « Fath Université », puis travaille avec Antonio del Castillo chez Lanvin durant trois ans. En novembre 1960, il intègre la maison Dior comme assistant de Marc Bohan. 
Deux ans plus tard, il prend la responsabilité de la collection « Colifichets » destinée à la boutique, la direction style de la maison ainsi que la direction du studio de création de licences. 
Le New York Times titre : « Philippe Guibourgé : un enfant terrible chez Dior » en 1967 lors de la création de la ligne Miss Dior. Son départ, après quinze ans dans la maison Dior, marque la disparition de cette ligne de prêt-à-porter. 
Il intègre alors la maison Chanel, qui refusait jusque-là de vendre du prêt-à-porter et accessoires de grande diffusion, comme directeur artistique de cette ligne complémentaire, « Création Chanel », entité créée par les Parfums Chanel et indépendante de la haute couture. Il quitte Chanel en 1982 et fonde sa propre marque.
Appelé un « designer fantôme », parce que bien que connu des professionnels il est inconnu du grand public, il meurt le 7 mars 1986.